# Еми (награда)
Наградата „Еми“ (на английски: Emmy Award) е американска телевизионна награда. Тези награди са най-престижните телевизионни награди в света. „Еми“ са еквивалент на американските награди „Оскар“ (за кино), „Грами“ (за музика) и „Тони“ (за театър).
Присъждането на наградата става ежегодно от 3 независими, но взаимно свързани организации:
- Американската академия за телевизионни изкуства и науки (на английски: National Academy of Television Arts and Sciences) отличава всички вечерни предавания от праймтайма с изключение на спортните;
- Американската национална академия за телевизионни изкуства и науки отличава всички програми, излъчвани през деня, спортни, новинарски и документални предавания;
- Международната академия за телевизионни изкуства и науки отличава програми, произведени и излъчвани извън САЩ.

Най-известни и престижни са наградите за забавни предавания в праймтайма (някои от тях се наричат дори „Еми за творчество“) и за забавни програми, излъчвани през деня.
Първите награди „Еми“ са връчени през 1949 г. в Холивуд. Името „Еми“ (Emmy) всъщност представлява феминизация на „immy“ – прозвище на катодно-лъчевата тръба, основен компонент на ранните телевизионни камери (съкращение от image orthicon). Статуетката „Еми“, представляваща женска фигура с крила, държаща атом, е разработена от телевизионния инженер Луи Макманус, който е използвал жена си като модел. Всяка статуетка тежи 3,08 kg, направена е от сплав на мед, никел, сребро и злато и е висока 39 cm.